# Tre Torri (métro de Milan)
Tre Torri est une station de la ligne 5 du métro de Milan. Elle est située sous la piazza Tre Torri à Milan en Italie.

## Situation sur le réseau

Plan du métro (2023)

Établie en souterrain, Tre Torri est une station de passage de la ligne 5 du métro de Milan. Elle est située entre la station Domodossola FN, en direction du terminus nord Bignami, et la station Portello, en direction du terminus ouest San Siro Stadio.
Elle dispose des deux voies de la ligne, encadrées par deux quais latéraux.

## Histoire
La station Tre Torri est mise en service le 14 novembre 2015, c'est une station ajouté sur la ligne 5 déjà en service. Elle est nommée en référence à la place éponyme située au-dessus.